# Lecane perpusilla
Lecane perpusilla is een raderdiertjessoort uit de familie Lecanidae. De wetenschappelijke naam van deze soort is voor het eerst geldig gepubliceerd in 1929 door Hauer.